# Christes
Christes é um município da Alemanha localizado no distrito de Schmalkalden-Meiningen, estado da Turíngia.
Pertence ao Verwaltungsgemeinschaft de Dolmar.

## Demografia

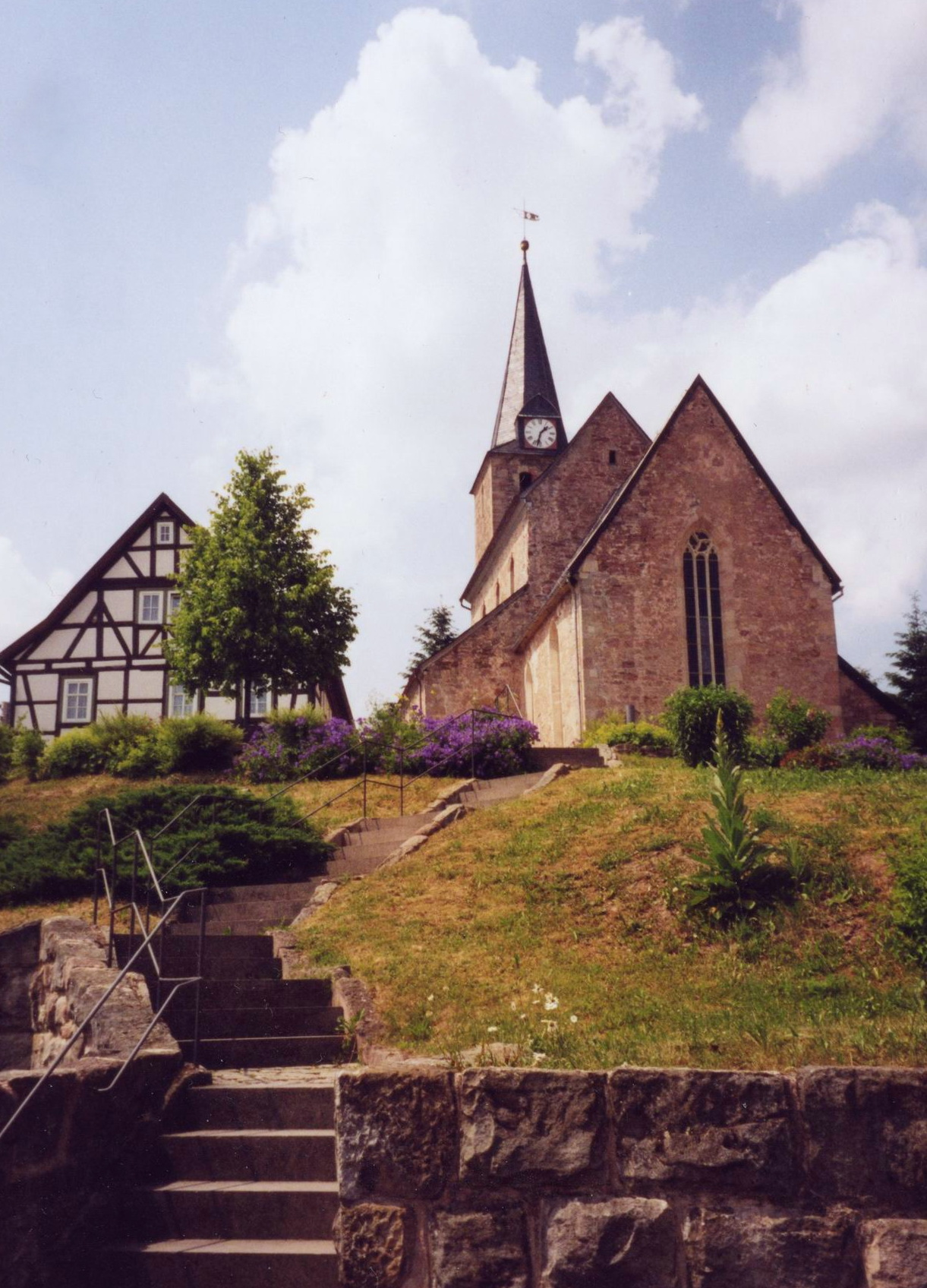
Igreja gótica em Christes

Evolução da população (populações em 31 de dezembro):
| - 1994: 699 - 1995: 698 - 1996: 690 - 1997: 687 - 1998: 692 | - 1999: 718 - 2000: 716 - 2001: 713 - 2002: 707 - 2003: 705 | - 2004: 689 - 2005: 690 - 2006: 681 |

 Fonte: Thüringer Landesamt für Statistik